# Minoa aterrima
Minoa aterrima là một loài bướm đêm trong họ Geometridae.